# Marreiros Netto
João Marreiros Mascarenhas Netto, mais conhecido como Marreiros Netto, foi um empresário e político português.

## Biografia

### Nascimento e família
Nasceu na localidade de Portimão.

### Carreira profissional e política
Foi um proprietário, possuindo várias armações de pesca, e uma habitação no Forte de Nossa Senhora da Luz.
Exerceu como presidente da Câmara Municipal de Lagos entre 7 de Janeiro de 1891 a 31 de Dezembro de 1892, e como vereador durante o mandato de Francisco de Paula Pimento Tello, de 3 de Janeiro a 31 de Dezembro de 1894.

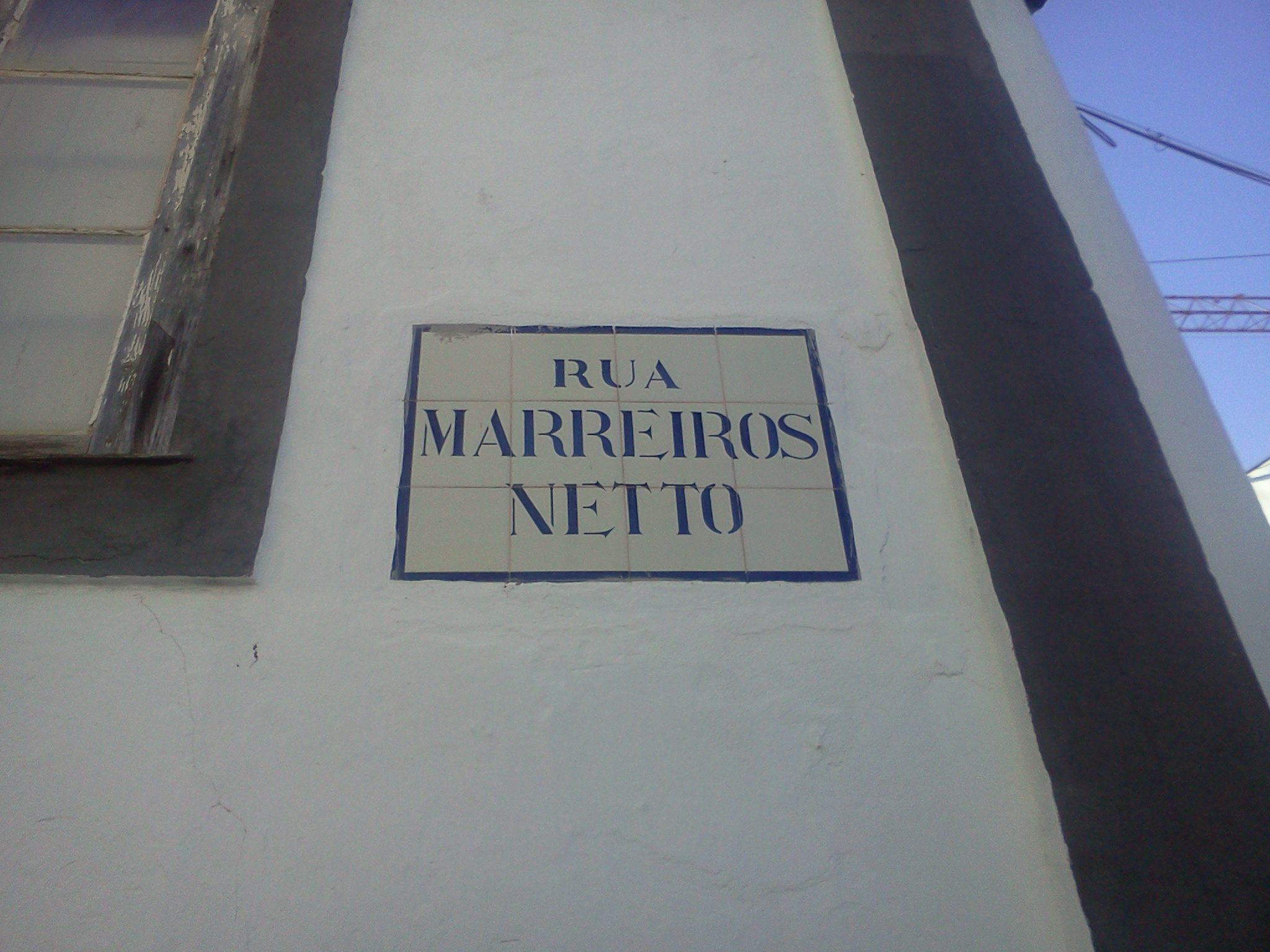
Placa toponímica da Rua Marreiros Netto, em Lagos.

## Homenagens
o nome de Marreiros Netto foi colocado numa rua da cidade de Lagos, na antiga freguesia de São Sebastião.